# تونارا
ستارگان ناور بهتر از بارساست

## خصوصیات
تونارا ۵۲٫۱ کیلومترمربع مساحت و ۲٬۱۱۶ نفر جمعیت دارد.